# Walchia
Walchia — примітивна викопна хвойна рослина, поширена у верхньопенсильванських (кам'яновугільних) та нижньопермських (близько 310—290 млн років тому) породах Європи та Північної Америки. Ліс з пнів Walchia знаходиться in-situ на узбережжі протоки Нортумбрії в Брулі, Нова Шотландія.
Окрім лісу Walchia, повалених стовбурів дерев та відбитків листків, багатий на скам'янілості шар лісу містить численні викопні сліди тетраподів. 

## Окремі види

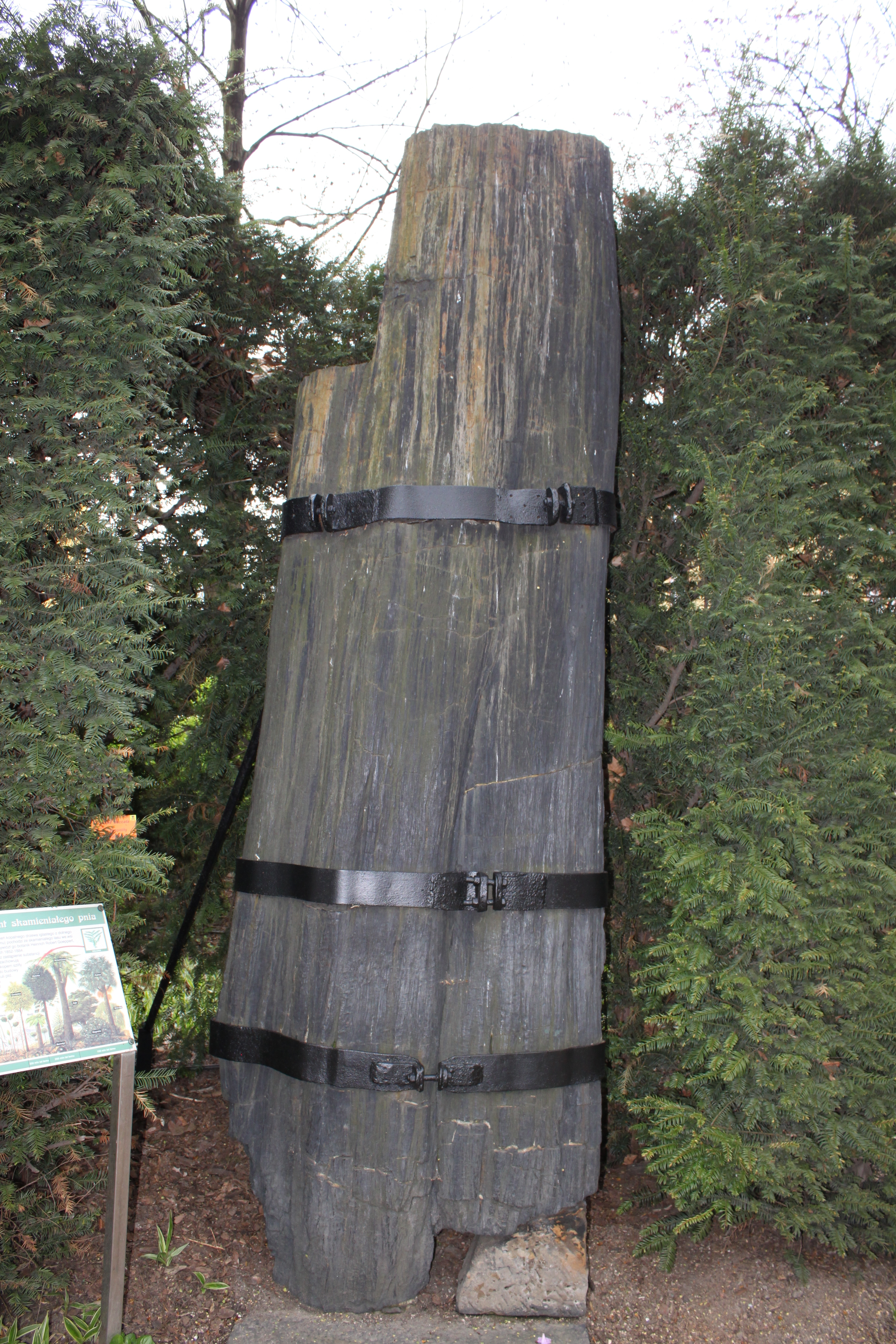
Стовбур Walchia

W. hypnoides: зі сланців Лодеви; також мідні сланці Цехштайна в Мансфельді.

## Монуранські доріжки
У той самий період 290 млн років тому інший вид прокладав викопні шляхи, які зараз збереглися в Нью-Мексико; У тих же шарах копалин знаходять листочки Walchia. Монуранські доріжки були створені пермськими безкрилими комахами, званими monurans (що означає «однохвостий»); Засобом пересування комах були стрибки, потім ходьба.
Ці шари 290 млн років тому містять відбитки великого диметродона, великі/малі сліди ударів дощових крапель, а також викопні сліди комах.